# Андрей Кожухов
«Андре́й Ко́жухов» (англ. The Career of a Nihilist) — роман русского революционера и писателя С. М. Степняка-Кравчинского о революционерах-народниках, написанный им на английском языке в 1889 году. После смерти автора был переведён на русский язык В. И. Засулич и Ф. М. Кравчинской, литературным редактором русского текста выступил П. А. Кропоткин. Впервые издан на русском языке в 1898 году под названием «Андрей Кожухов». В сюжете романа нашли отражение факты биографии автора и эпизоды из истории российского революционного движения 1870-х — 1880-х годов. Прототипами героев романа стали реальные участники народнического движения.

## Сюжет
Время действия романа по определению В. И. Засулич — это конец 1878 и первая половина 1879 года — последний год существования общества «Земля и воля». Именно в это время начинается разделение «Земли и воли» на «Народную волю» и «Чёрный передел».

### Часть первая. Энтузиасты.
Андрей Кожухов — опытный революционер 27 лет — три года живёт в швейцарской эмиграции. Он получает письмо, в котором товарищи из России просят его приехать и сообщают об аресте друга Кожухова Бориса Маевского. Кожухов давно хотел вернуться на родину и продолжить борьбу, даже несмотря на опасность ареста. Он нелегально переходит границу и добирается до Петербурга, где встречает своего лучшего друга Жоржа, публициста революционной партии и поэта. Кожухов видит, что за время его отсутствия настроения народников в России переменились: от пропаганды они всё чаще переходят к радикальным методам борьбы. Жорж знакомит друга с Татьяной Репиной, девушкой из богатой семьи, в которую тайно влюблён. Пока идут приготовления к побегу Бориса в Дубравнике, Кожухов занимается пропагандой среди рабочих. Он видится с Таней и незаметно для себя тоже влюбляется в неё. История о самопожертвовании студента Миртова, который спас вожака революционеров Тараса Кострова, производит в Тане нравственный переворот, и она решает отдать жизнь революционной борьбе (глава «Новообращённая»). Кожухов страдает от смеси чувства вины и ревности к лучшему другу, но, так и не разрешив противоречий, уезжает в Дубравник. Перед отъездом народница Лена Зубова критикует Кожухова за то, что он — талантливый пропагандист — бросает обучение рабочих и ввязывается в рискованное предприятие по освобождению заключённых. Она недовольна переходом народников к радикальным методам борьбы, считая, что это происходит из-за разочарования и неверия в «наше дело».

### Часть вторая. Под огнём.
Кожухов вместе с женой Бориса Зиной, Василием Вербицким, Анной Вулич и Ватажко готовит побег политических заключённых. Революционерам приходится жить под чужими именами, уходить от слежки, сбегать из засад полиции. Первый план побега — подкоп — не удаётся. Кожухов с Василием решают, рискуя жизнью, напасть на конвой и отбить заключённых прямо на улице города. В перестрелке Кожухову удаётся освободить двух революционеров, но Борис остаётся в руках полицейских. Андрей прячется на конспиративной квартире и клянёт себя за совершённые при нападении ошибки. После очередного бегства от жандармов Кожухов понимает, что ему необходимо покинуть город, где его ищет вся полиция. Зина, Анна Вулич и Василий решают остаться и совершить ещё одну попытку.
Андрей возвращается в Петербург. Организация направляет Кожухова и Таню на совместную пропагандистскую работу, во время которой чувства Андрея только крепнут. Кожухов мучается от своей эмоциональной зависимости от Тани, ревности и ущемлённой гордости. Андрей ведёт их отношения к полному разрыву, но вместо этого признаётся девушке в любви и с удивлением узнаёт об её взаимных чувствах.
Кожухов и Таня женятся и счастливо живут четыре месяца. Из Дубровника приходит весть, что полиция разгромила революционную организацию, Анна Вулич была убита, а Зина и Василий схвачены после вооружённого сопротивления. Оставшиеся революционеры решают освободить схваченных товарищей и зовут Андрея своим атаманом. Он соглашается.

### Часть третья. Всё для дела.
Суд над революционерами превращается в судилище с заранее назначенными приговорами, и приводит к уличным беспорядкам. Бориса, Зину, Василия и ещё одного молодого народника Бочарова, виновного только в связях с организацией, приговаривают к смертной казни. Революционеры готовят отряд в пятьдесят человек и динамитные бомбы для освобождения товарищей. Накануне акции динамитную мастерскую накрывает полиция. Кожухов понимает, что без бомб нападение превратится в бесплодную бойню и принимает решение распустить отряд. На следующий день он идёт на площадь, где воздвигнуты виселицы, и наблюдает последний путь своих друзей. Он пробирается через толпу людей, для которых казнь его близких является только щекочущим нервы представлением. Андрей ловит взгляд Зины, которая узнаёт его в толпе, в нём возникает жажда мученичества. Несмотря на чрезвычайные меры по его розыску, Кожухов проникает в городскую тюрьму, чтобы заполучить прощальное письмо Зины, над которым потом рыдает как ребёнок.
Во время бегства из города Андрей с Жоржем чуть не попадают в руки полиции. Кожухов отчетливо понимает, что вскоре и сам окажется на эшафоте, так мало пользы принеся людям за свою жизнь. После казни Андреем овладевает желание мести, он долго размышляет и находит, что попытка убийства царя будет полезной и своевременной. Кожухов выносит эту идею на обсуждение комитета и его утверждают исполнителем.
Таня пытается отговорить Андрея от покушения, которое в любом случае закончится для него смертью, но в итоге смиряется с решением мужа и своим горем. Кожухов готовится к смерти, уходит из дома. На последней встрече Кожухов и его тесть, либеральный адвокат Репин, спорят, есть ли смысл в борьбе народников. Андрею снится сон, в котором мёртвые друзья ведут его в потусторонний мир, а когда он хочет обмануть мертвецов и остаться, нападают на него с криками «Предатель!». Накануне покушения Андрей идёт на прощальное свидание с женой. В роковой день жажда жизни и любви всё-таки просыпается в нём. Из-за подавленного эмоционального состояния он не проверяет оружие и покушение на царя не удаётся. Его ловят, судят и казнят.

## История создания и публикации
Роман написан С. М. Степняком-Кравчинским на английском языке и был впервые издан в Лондоне и Нью-Йорке в 1889 году под названием «The Career of a Nihilist». Автор начал работу над романом в 1886 году и, по собственным словам, переделывал текст четырнадцать-пятнадцать раз. Чтобы избежать языковых неточностей, он просил проверить рукопись несколько знакомых англичан, в том числе дочку Карла Маркса — Элеонору Эвелинг. Выбор языка был обусловлен практическими соображениями. Автор создавал роман не только для российской, но и для зарубежной публики. Кроме того, Степняк-Кравчинский мог издать роман только за границей, так как в Российской империи считался государственным преступником. Вскоре роман был переведён на многие европейские языки.
В 1890 году В. И. Засулич перевела четыре главы романа на русский язык и опубликовала их в издании «Социал-демократ» группы «Освобождение труда». Оставшиеся главы были переведены на русский только после смерти автора его женой Ф. М. Кравчинской. Литературным редактором выступил близкий друг Степняка-Кравчинского революционер-анархист П. А. Кропоткин, который привёл текст в его нынешний вид. Роман впервые вышел на русском языке в Женеве в 1898 году под названием «Андрей Кожухов». Книга нелегально мелкими партиями переправлялась в Россию. После нового закона о печати в 1905 году «Андрей Кожухов» несколько раз печатался на родине автора, но с большими купюрами.
В 1912 году на роман был наложен судебный арест, книга подлежала уничтожению, так как могла «вредно влиять на неустановившихся в своих взглядах читателей». Редактор книги С. А. Венгеров был привлечён к суду, но позже был освобождён от наказания по амнистии. Без купюр в России роман был издан только после Февральской революции 1917 года. «Андрей Кожухов» несколько раз переиздавался в СССР, а также в 2023 году в России.

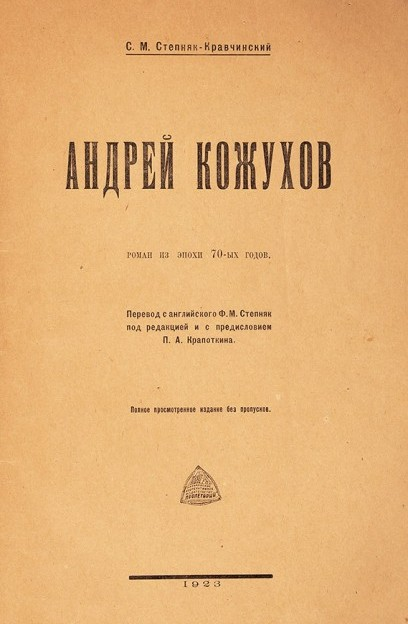
Титульный лист романа «Андрей Кожухов», издание 1923 года

В 1898 году Засулич писала, что роман — единственное во всей русской литературе художественное воспроизведение жизни русских революционеров, сделанное человеком, знавшим эту жизнь. Исследователи отмечают автобиографичность романа, который охватил наиболее яркую полосу в жизни Кравчинского — весну и лето 1878 года и начало 1879 года. На автобиографические моменты произведения указывал П. А. Крапоткин:

Расшифровка давно ожидаемого письма, полученного «оттуда», с поля битвы, ночное скитание Андрея по окрестностям Женевы, его сомнения и раздумья, его внутренняя борьба и, наконец, решение, принятое им в эту ночь, а затем всё пережитое Кожуховым впоследствии, в самой России, — очевидно, что всё это не выдуманное, не узнанное из рассказов, а лично пережитое самим писателем.
— Предисловие к изданию 1907 года
Тем не менее исследователи творчества Степняка-Кравчинского Д. Юферев и Т. П. Маевская отмечают, что автобиографический материал был существенно переосмыслен писателем. Образ Кожухова должен рассматриваться не в плане биографической близости к автору, а характерен для определённого исторического момента в русском освободительном движении.
Многие эпизоды романа базируются на реальных событиях, а герои созданы на основе прототипов из среды народников. Например, нападение Кожухова на конвой повторяет попытку отбить у жандармов П. И. Войноральского и И. Н. Мышкина. Атмосфера суда над Борисом и его товарищами воспроизводит атмосферу суда над И. М. Ковальским. Заключённым, который сжёг себя в камере, был М. Ф. Грачевский. Прототипом Давида Стерна стал А. И. Зунделевич, а Зина Маевская имеет некоторые черты С. М. Перовской. Возможным прототипом Тани Репиной послужила Т. И. Лебедева.

## Замысел романа
В предисловии ко второму изданию автор указывает, что не ставил перед собой цель показать всё народническое движение. Его задачей было показать «революционеров только как людей, а не как политических деятелей» и «выставить человеческие элементы в жизни революционера».

Будучи свидетелем и участником движения, поразившего даже врагов своею безграничною способностью к самопожертвованию, я желал представить в романическом освещении сердечную и душевную сущность этих восторженных друзей человечества, у которых преданность своему делу достигла степени высокого религиозного экстаза, не будучи сама по себе религией... Если я выбрал действующих лиц своего романа из числа людей, принадлежащих к крайней террористической фракции русских революционеров, и перенес его действие в эту среду, то только потому, что этот приём казался мне наиболее отвечающим моему художественному замыслу. Ведь только в вихре этой ужасной борьбы действующие лица романа могли во всей полноте проявить свои наиболее характерные особенности. Но я настолько же был далёк от превознесения терроризма, как и от его порицания. Я только показал его — или, лучше сказать, дал ему показаться — таким, каков он есть на самом деле, предоставляя читателю самому произнести свой приговор.
— С.М. Степняк-Кравчинский «Андрей Кожухов»

## Художественные особенности
В романе сочетаются новаторство и традиции передовой русской литературы. «Андрей Кожухов» — это социально-политический роман, который во многом тяготеет к социально-психологическим романам И. C. Тургенева. Общим для них является интерес к внутреннему миру человека, лиризм и поэтичность в изображении положительных героев, резкость, прямота в описании отрицательных персонажей.
Степняк-Кравчинский писал своё произведение без оглядки на царскую цензуру и это позволило ему, по мнению Т. П. Маевской, впервые в русской литературе создать обобщённый тип революционера.
Героическое начало романа сочетается с трагическим. Героическое начало достигается мотивом поиска истины с инициирующим мотивом мщения. Трагическое начало воплотилось в способности героя пожертвовать жизнью во имя дела и людей. Романтическое освещение некоторых сцен и образов составляет одну из особенностей стиля романа, обуславливает оптимистическую окраску всего произведения, несмотря на его трагический финал.

## Оценки и значение
Английская пресса и критика в целом положительно восприняли роман. Газета The Bradford Observer писала, что автор овладел английским языком «в изумительном совершенстве» и отмечала «сильный, живой, конденсированный, наполненный язык».

Прелесть этой книги заключается прежде всего в том, что её автор говорит о том, что знает… Тургенев обрисовал нам нигилиста так, как он сам его себе представляет: натура, подобная Гамлету, впечатлительная, импульсивная, эмоциональная, слишком слабая для цели, которой герой посвятил свою жизнь. Степняк даёт совершенно другой взгляд на жизнь, взгляд подпольного общества, которое он воссоздал.
— Газета Star
Книга понравилась Л. Н. Толстому и была в его домашней библиотеке. П. А. Кропоткин упоминал роман в своих «Записках революционера» и хвалил его за достоверность:

Быть может будущий художник напишет когда-нибудь лучший, более художественный роман из жизни этого периода, но более верно отражение жизни и действительности едва ли кто-либо сможет дать. Впечатление реальной, пережитой жизни, которою переполнен «Андрей Кожухов», уже не повторится.
— Предисловие к изданию 1907 года
Некоторые участники народнического движения подвергли роман критике. Л. Г. Дейч
назвал роман исторически неверным, скорее похожим на «страничку из истории карбонариев», чем на жизнь революционеров-народников. В. И. Засулич признавала драматические талант автора и верность действительности, но критиковала композицию романа и нагромождение происшествий, которые происходят с Кожуховым.
Образ Кожухова, как и судьба автора, сыграли роль в создании Овода, героя одноименного романа Э. Л. Войнич. Литературовед Е. А. Таратута пишет, что Овод и Кожухов имеют схожие черты героев-революционеров, их роднит много разнообразных деталей и «сознание неминуемой собственной гибели при уверенности в конечном торжестве своих идей».
Сохранилось множество свидетельств о чтении романа в революционных кружках конца XIX — начала XX века, а также влиянии книги на молодёжь СССР. Роман высоко оценивали писатель Н. А. Островский, большевик О. А. Пятницкий, «Андрея Кожухова» любил председатель ВЦИК Я. М. Свердлов (партийный псевдоним Андрей). Писательница А. Я. Бруштейн вспоминает, что Кожухов был «первый и на всю жизнь любимый герой моего детства». В её автобиографической трилогии «Дорога уходит в даль…» герои читают роман, обсуждают затронутые в нём вопросы, и после этого организуют социал-демократический кружок.

## Экранизации
В 1917 году по книге был снят фильм режиссера Я. А. Протазанова «Андрей Кожухов». В роли Кожухова выступил И. И. Мозжухин. До нашего времени фильм не сохранился.